# 王杰官
王杰官（1919年—2000年），曾用名王杰观，男，福建福州人，中国数学家，曾任福建师范大学教授，中国数学会理事。